# Schizachyrium
Schizachyrium är ett släkte av gräs. Schizachyrium ingår i familjen gräs.

## Bildgalleri

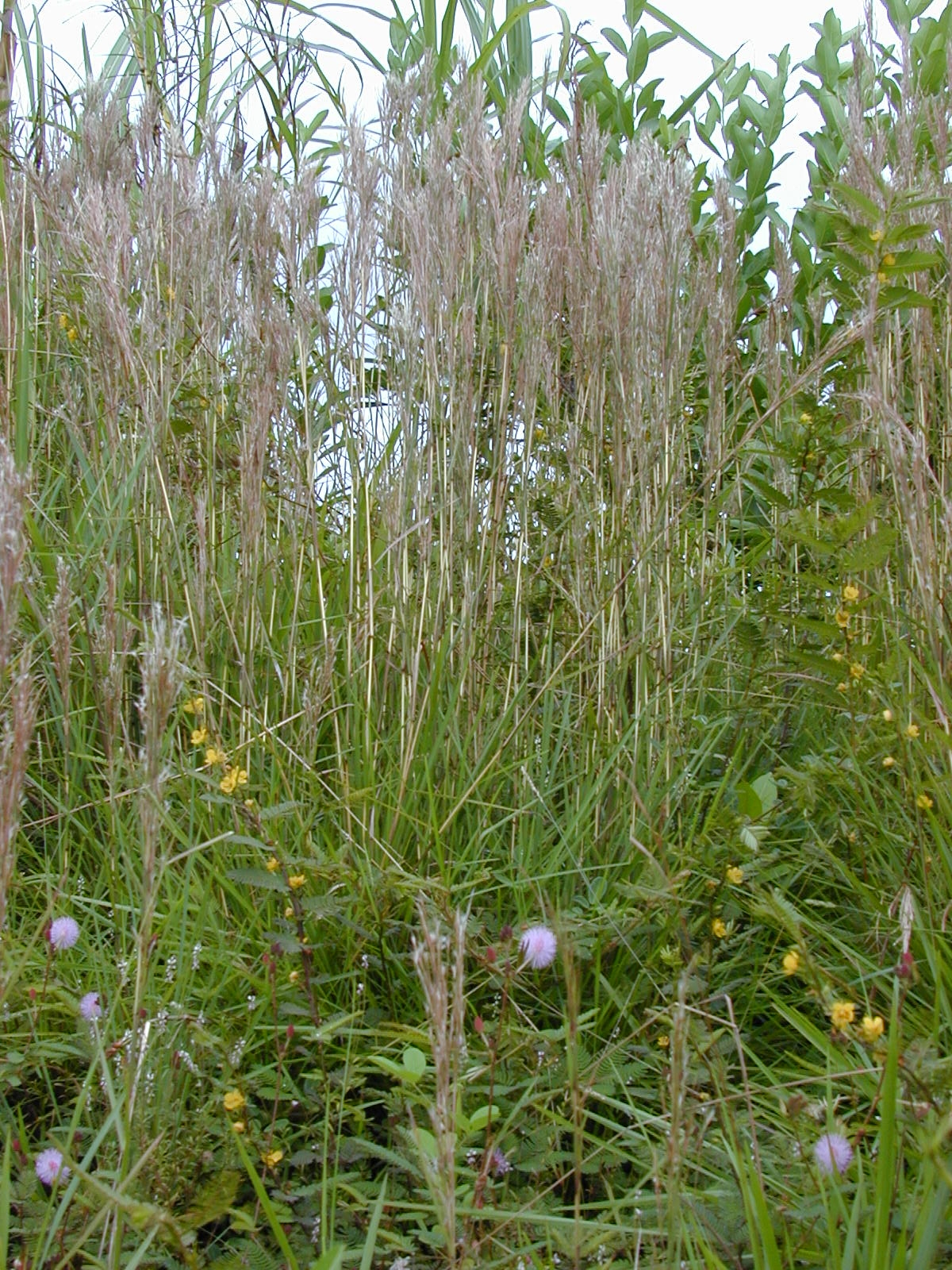

## Dottertaxa tillSchizachyrium, i alfabetisk ordning[1]
- Schizachyrium beckii
- Schizachyrium brevifolium
- Schizachyrium cirratum
- Schizachyrium claudopus
- Schizachyrium condensatum
- Schizachyrium crinizonatum
- Schizachyrium cubense
- Schizachyrium delavayi
- Schizachyrium delicatum
- Schizachyrium djalonicum
- Schizachyrium dolosum
- Schizachyrium exile
- Schizachyrium fragile
- Schizachyrium gaumeri
- Schizachyrium gracilipes
- Schizachyrium gresicola
- Schizachyrium impressum
- Schizachyrium jeffreysii
- Schizachyrium kwiluense
- Schizachyrium lomaense
- Schizachyrium lopollense
- Schizachyrium maclaudii
- Schizachyrium malacostachyum
- Schizachyrium maritimum
- Schizachyrium mexicanum
- Schizachyrium mitchellianum
- Schizachyrium muelleri
- Schizachyrium mukuluense
- Schizachyrium multinervosum
- Schizachyrium niveum
- Schizachyrium nodulosum
- Schizachyrium occultum
- Schizachyrium pachyarthron
- Schizachyrium parvifolium
- Schizachyrium penicillatum
- Schizachyrium perplexum
- Schizachyrium platyphyllum
- Schizachyrium pseudeulalia
- Schizachyrium pulchellum
- Schizachyrium radicosum
- Schizachyrium rhizomatum
- Schizachyrium ruderale
- Schizachyrium rupestre
- Schizachyrium salzmannii
- Schizachyrium sanguineum
- Schizachyrium scabriflorum
- Schizachyrium schweinfurthii
- Schizachyrium scintillans
- Schizachyrium scoparium
- Schizachyrium semitectum
- Schizachyrium sericatum
- Schizachyrium spicatum
- Schizachyrium stoloniferum
- Schizachyrium sulcatum
- Schizachyrium tenerum
- Schizachyrium thollonii
- Schizachyrium urceolatum
- Schizachyrium yangambiense